# 金景勋
金景勋（1975年7月15日—）是一名韩国男子跆拳道运动员。他在2000年悉尼奥运会中，参加了男子跆拳道比赛，并获得80公斤以上级项目金牌。他也参加了2002年亚洲运动会，并获得金牌。